# Ticket to the Moon
Singles de Electric Light Orchestra
Twilight
(1980) Rain Is Falling
(1981)
Ticket to the Moon est une chanson du groupe Electric Light Orchestra. C'est la quatrième chanson de l'album Time. Le nom de la chanson a été utilisé pour la compilation Ticket to the Moon: The Very Best of Electric Light Orchestra - Volume 2